# Paul Landowski
Paul Maximilien Landowski (Párizs, 1875. június 1. – Boulogne-Billancourt, 1961. március 31.) lengyel származású francia szobrász.

## Életpályája
Apja Párizsban élő lengyel emigráns volt, aki 1863-ban részt vett az oroszellenes lengyelországi januári felkelésben. Anyja francia volt, Henri Vieuxtemps hegedűművész és zeneszerző lánya. Tanulmányait a francia École nationale supérieure des Beaux-Arts nemzeti szépművészeti akadémián folytatta, ahol 1900-ban Római-díjjal kitüntetve végzett. Az elismerést egy Dávid-szoborért kapta. 
Ötvenöt éves pályafutása során több, mint 35 emlékművet készített Párizsban és tucatnyit más helyen. Utóbbiak közé tartozik az 1928-ban készült, a genfi Tournelle-hídra állított, art déco stílusú Szent Genovéva-szobor. Ilyen a Henri Boucharddal és másokkal együtt készített A Reformáció nemzetközi emlékműve című mű is, amelyet 1917-ben avattak fel, és amelyben Bocskai István (1557–1606) erdélyi fejedelem alakja is szerepet kapott.
Legismertebb műve a Brazíliában, Rio de Janeiróban felállított A Megváltó Krisztus szobra című alkotás, amelyet Heitor da Silva Costa brazil építésszel és Gheorghe Leonida román szobrásszal együttműködve készített. Ő tervezte a Krisztus-fejet és a kezeket, és a megbízása alapján Leonida faragta ki a fejet.
Az 1928. évi nyári olimpiai játékok művészeti versenyein szobrok versenyszámban aranyérmet nyert Az ökölvívó című alkotása. Többféle iskolában is tanított, többek között a Julian Akadémián, ahol számos magyar is megfordult.
Első felesége Geneviève Nénot (1888-1911), második felesége Amélie Cruppi volt. Gyermekei szintén neves művészek lettek: Nadine Landowski (1908-1943) festő, Marcel Landowski (1915-1999) zeneszerző, Françoise Landowski-Caillet (1917-2007) pedig zongora- és festőművész. Fia, Jean Max Landowski (1911-1943) fiatalon meghalt Franciaországban.
Párizstól nem messze hunyt el, ahol múzeumot nyitottak a tiszteletére. Több, mint 100 képzőművészeti alkotása látható itt.

## Galéria

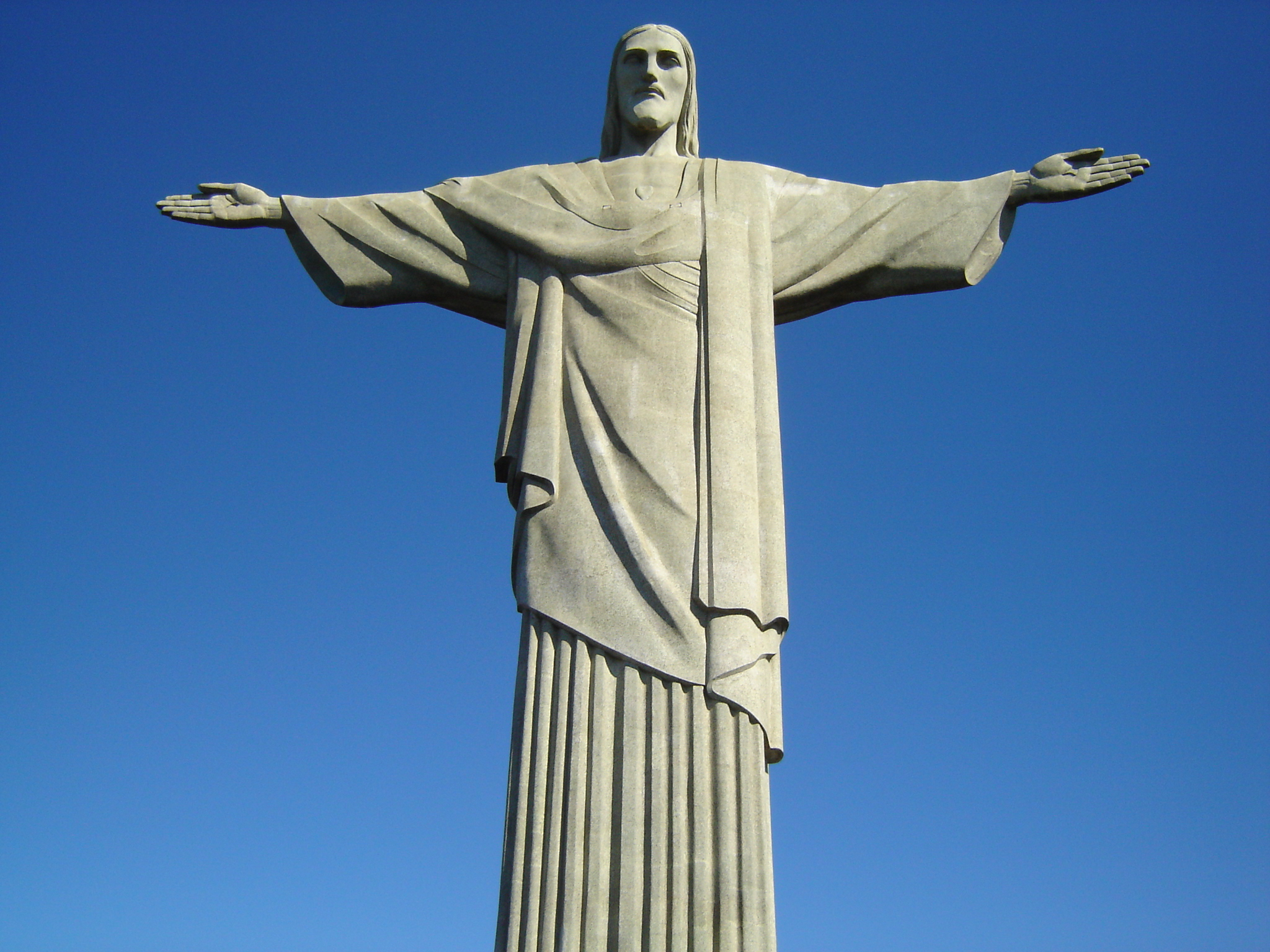
A Megváltó Krisztus szobra (Rio de Janeiro)
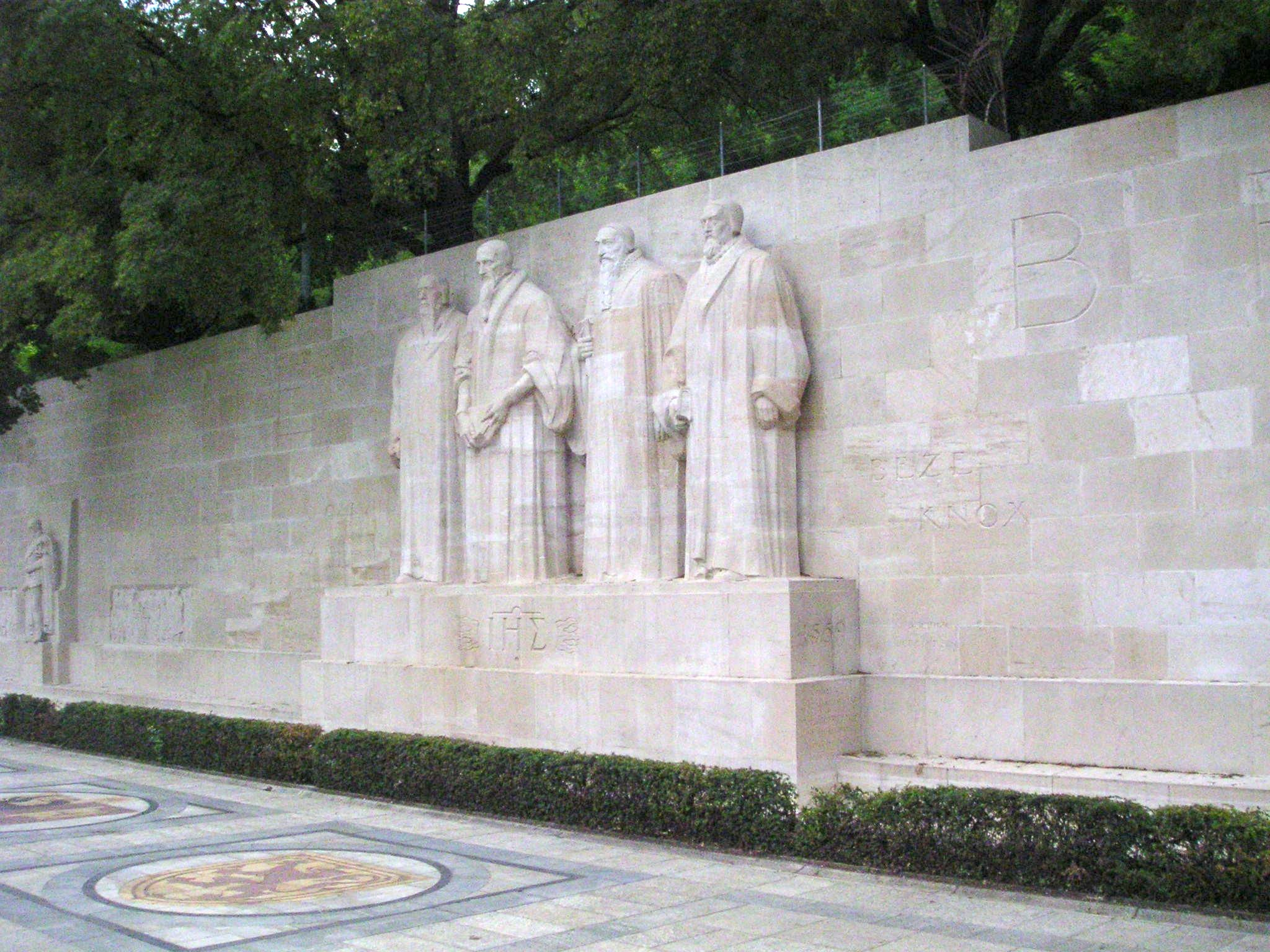
A Reformáció nemzetközi emlékműve (Genf)
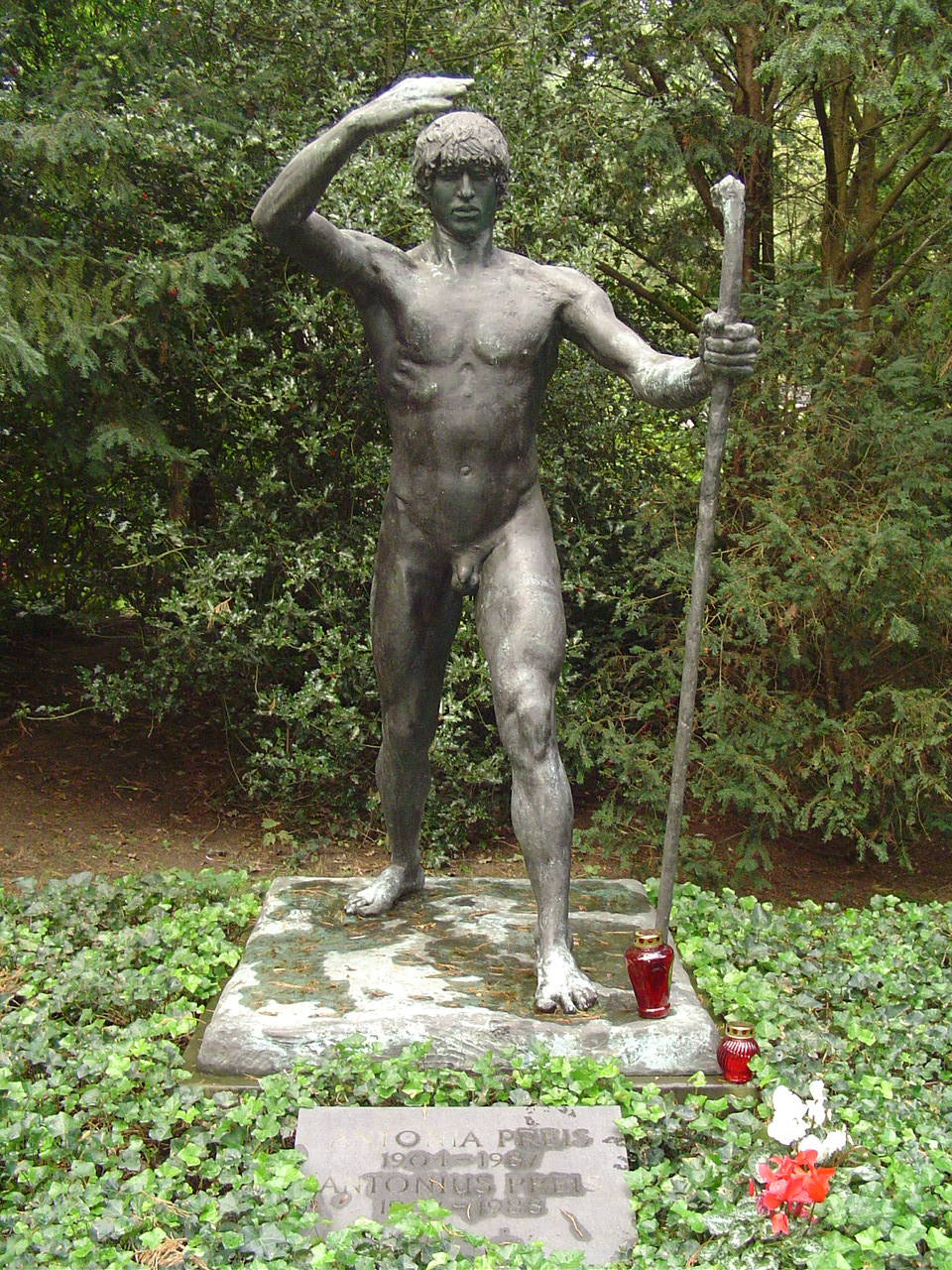
Síremlék a Northern Temetőben (Düsseldorf)
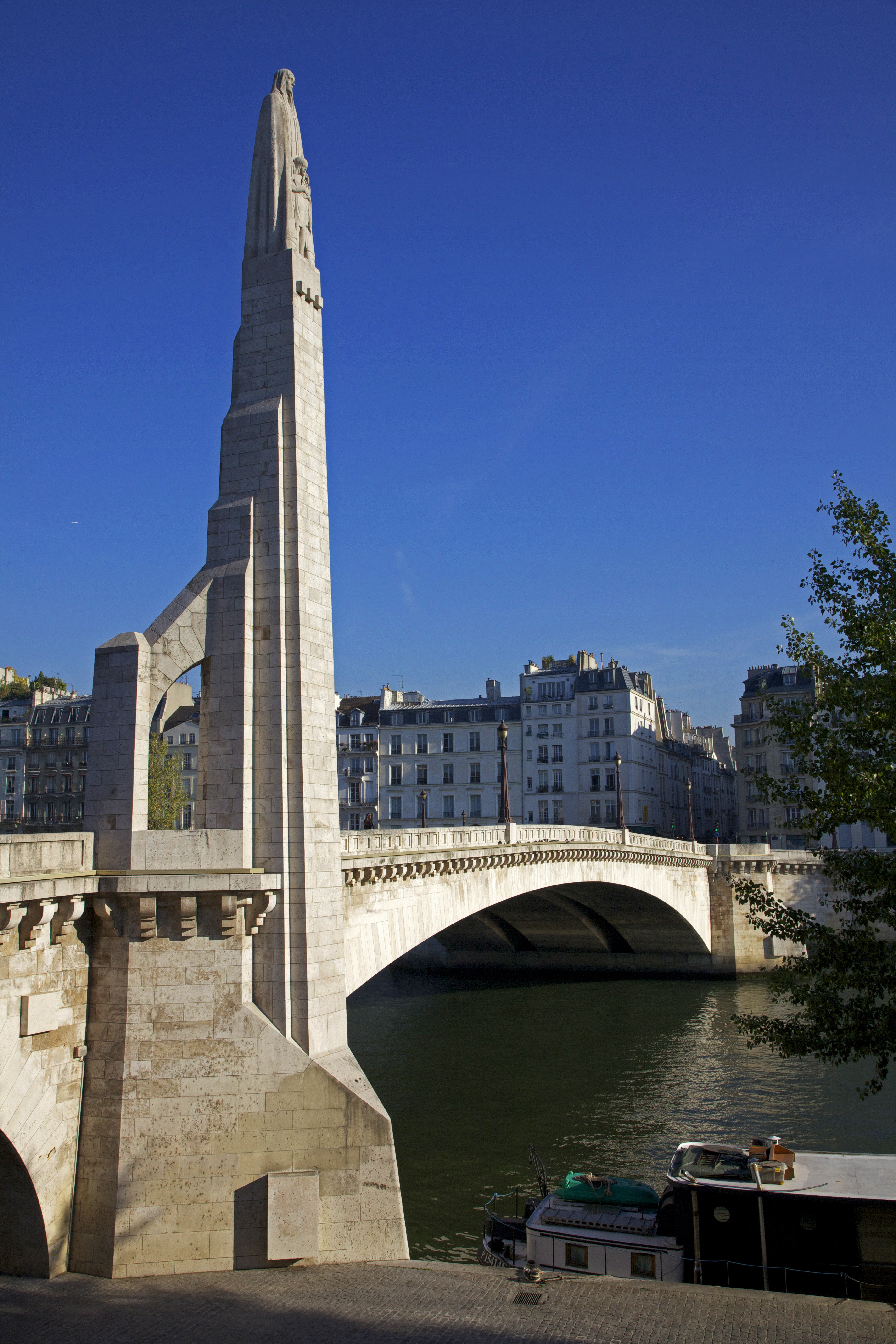
Szent Genovéva szobra (Genf)
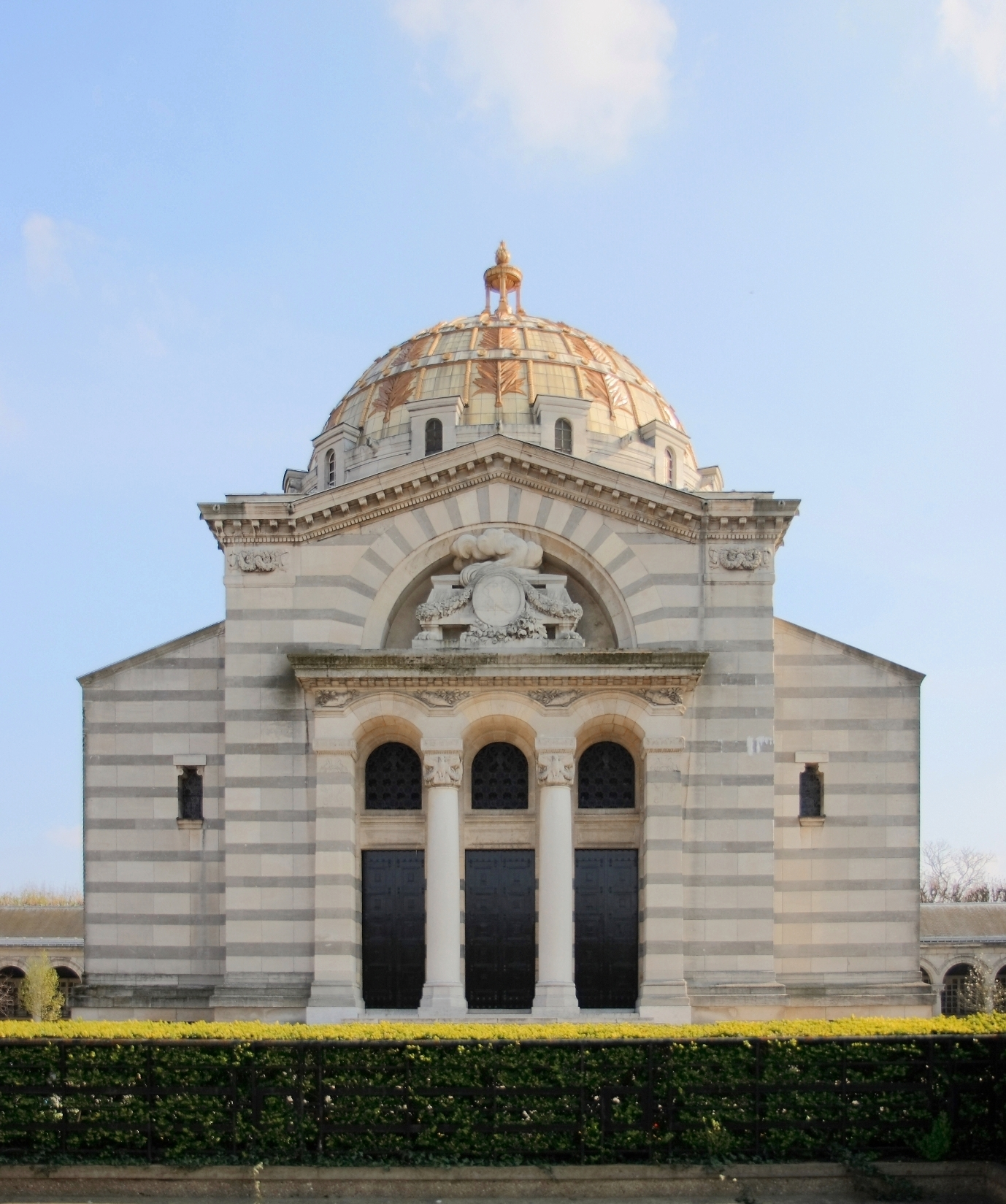
A Père-Lachaise temető krematóriumának reliefjei (Párizs)

## Fordítás
- Ez a szócikk részben vagy egészben a Paul Landowski című angol Wikipédia-szócikk ezen változatának fordításán alapul.  Az eredeti cikk szerkesztőit annak laptörténete sorolja fel. Ez a jelzés csupán a megfogalmazás eredetét és a szerzői jogokat jelzi, nem szolgál a cikkben szereplő információk forrásmegjelöléseként.

## Külső hivatkozások
- Hivatalos weboldala
- 20. sz-i figurális szobrászok webgalériája